# Jenna von Oÿ
Jenna von Oÿ (Stamford, 2 de maio de 1977) é uma actriz americana de ascendência alemã conhecida pela sua participação nas séries de televisão The Parkers e Blossom.